# Ezerovo (distrikt i Bulgarien, Plovdiv)
Ezerovo (bulgariska: Езерово) är ett distrikt i Bulgarien.   Det ligger i kommunen Obsjtina Părvomaj och regionen Plovdiv, i den centrala delen av landet, 180 km öster om huvudstaden Sofia.
Trakten runt Ezerovo består till största delen av jordbruksmark. Runt Ezerovo är det ganska glesbefolkat, med 34 invånare per kvadratkilometer.